# Alison Sunee
Alison Marie Leroy Sunee, née le 20 juillet 1999 à Curepipe, est une haltérophile mauricienne.

## Carrière
Alison Sunee est médaillée d'argent aux Championnats d'Afrique 2017 dans la catégorie des moins de 75 kg puis médaillée d'or aux Championnats d'Afrique 2018 dans cette même catégorie. Elle est médaillée d'argent aux Championnats d'Afrique 2019 dans la catégorie des moins de 76 kg.
Elle est médaillée de bronze à l'arraché, à l'épaulé-jeté et au total dans la catégorie des moins de 76 kg aux Jeux africains de 2019.
Elle est médaillée de bronze à l'arraché, à l'épaulé-jeté et au total  dans la catégorie des moins de 87 kg aux championnats d'Afrique 2022 au Caire.
Elle remporte la médaille de bronze à l'arraché, à l'épaulé-jeté et au total dans la catégorie des moins de 87 kg aux championnats d'Afrique 2023 à Tunis, ainsi qu'aux championnats d'Afrique 2025 à Moka.

## Famille
Elle est la fille du boxeur Richard Sunee (en), médaillé d'or aux Jeux du Commonwealth de 1998.